# Mohe
Mohe, tidigare stavat Moho, är ett härad som lyder under prefekturen Daxing'anling i Heilongjiang-provinsen i nordöstra Kina. Det ligger omkring 830 kilometer norr om provinshuvudstaden Harbin. 